# Die Perle (1914)
Die Perle ist ein deutsches Stummfilmlustspiel aus dem Jahre 1914 von Max Mack mit Hedda Vernon in der Hauptrolle.

## Handlung
Ein älterer Herr aus der Provinz von so genannten „besseren Kreise“ kommt nach Berlin, um ein wenig Großstadtluft zu schnuppern und etwas Amüsement zu genießen. Dazu gehört auch ein Besuch im Komödienhaus, wo ihn jedoch die Schauspieler und das Stück weit weniger zu interessieren scheinen, als eine hübsche, junge Dame in der Theaterloge vis-à-vis. Als das Mädchen das Theater verlässt, folgt er ihr und landet in einem Ballhaus. Man kommt sich näher und feiert ein wenig bei Sekt und Pfirsich-Melba. „Diese beiden Nahrungsmittel sind die furchtbaren Ursachen für allerhand lachmuskelnervenerregende Wirkungen.“ Schließlich kommt es zu diversen Verwechslungen, „die grosse Heiterkeit verursachen.“

## Produktionsnotizen
Die Perle entstand zum Jahreswechsel 1913/14 im Vitascope-Atelier in Berlin-Weißensee, passierte im Februar 1914 die Filmzensur und wurde am 12. März 1914 im U.T. Kurfürstendamm uraufgeführt. Der Film besaß, je nach Quelle, drei oder vier Akte.

## Kritik
„Hedda Vernon, Paulmüller und Fritz Spira tun das ihre, um den Humor des von Max Mack gewandt inszenierten Films zu bester Wirkung zu bringen.“